# Polyalthia endertii
Polyalthia endertii este o specie de plante din genul Polyalthia, familia Annonaceae, descrisă de David Mark Johnson. Conform Catalogue of Life specia Polyalthia endertii nu are subspecii cunoscute.